# Dvärgklogroda
Dvärgklogroda (Hymenochirus boettgeri) är en groda som tillhör familjen pipagrodor och finns i Centralafrika. Arten kallas även afrikansk dvärgklogroda.

## Utseende
Dvärgklogrodan är en liten groda (honorna blir upp till 3,5 cm, hanarna mindre) med platt huvud, långa ben och klor på bakfötterna. Hanen har en trumhinna som är mycket större än honans, och som ger hans bakhuvud ett något svullet utseende. Arten saknar tunga och ögonlock. Färgen är gråaktig till brun med små fläckar.

## Utbredning
Grodan finns i södra Nigeria, södra och västra Kamerun, sydligaste Centralafrikanska republiken, Gabon, Kongo-Brazzaville samt i större delen av norra Kongo-Kinshasa.

## Vanor
Arten är akvatisk och uppehåller sig främst i skuggade, stillastående vattensamlingar i låglänt regnskog samt i långsamma floders selvatten. Idealiska vattenförhållanden är en temperatur på 25 C och ett lätt basiskt vatten (pH 7,6 - 7,8). Djuren förefaller kunna leka året om. Amplexus, parningsomfamningen, sker nattetid och kan vara i flera timmar. När honan lagt alla äggen, signalerar hon detta till hanen genom att slappna av.

## Status
Dvärgklogrodan är klassificerad som livskraftig ("LC") av IUCN. Den minskar dock, främst beroende på skogsavverkning och nyodling. Den är emellertid fortfarande vanlig, och minskningen betraktas inte som alarmerande.

## Sällskapsdjur
Dvärgklogrodan är ett populärt akvariedjur. Den kan vistas i ett vanligt akvarium tillsammans med icke aggressiva fiskar. Arten medför inga större problem, men det är viktigt med ett tätslutande lock eftersom den gärna hoppar. Lämplig föda är flingfoder, mygglarver och tubifex.